# تانا فريدريك
تانا فريدريك (بالإنجليزية: Tanna Frederick)‏ هي ممثلة أمريكية، ولدت في 1979 في الولايات المتحدة.

## وصلات خارجية
- تانا فريدريك على موقع IMDb (الإنجليزية)
- تانا فريدريك على موقع ألو سيني (الفرنسية)
- تانا فريدريك على موقع أول موفي (الإنجليزية)
- تانا فريدريك على موقع قاعدة بيانات الفيلم (الإنجليزية)
- تانا فريدريك على موقع كينوبويسك (الروسية)